# Гептастаннид тригадолиния
Гептастаннид тригадолиния — бинарное интерметаллическое неорганическое соединение
гадолиния и олова
с формулой Gd3Sn7,
кристаллы.

## Получение
- Сплавление стехиометрических количеств чистых веществ:

{\displaystyle {\mathsf {3Gd+7Sn\ {\xrightarrow {941^{o}C}}\ Gd_{3}Sn_{7}}}}

## Физические свойства
Гептастаннид тригадолиния образует кристаллы ромбической сингонии, пространственная группа C mmm, параметры ячейки a = 0,44597 нм, b = 2,65163 нм, c = 0,43823 нм, Z = 2
.
Соединение образуется по перитектической реакции при температуре <941 °C
.